# Détermination du sexe
La détermination du sexe (ou son déterminisme) est l’ensemble des facteurs qui décident du sexe d’un organisme.
De nombreux organismes ont deux sexes séparés, les mâles étant définis comme les individus produisant des gamètes mâles et les femelles des gamètes femelles. Il existe plusieurs mécanismes de la détermination du sexe chez les espèces à reproduction sexuée, dont deux principaux :
- le plus commun est la détermination génotypique ;
- l’autre, qui concerne un nombre d'espèces plus réduit, est une détermination environnementale, c’est-à-dire imposée ou modulée par l'environnement ;
- chez certaines espèces, les deux formes de détermination peuvent coexister.

## Histoire
Dès le XIXe siècle, de nombreuses théories se sont mises en place afin d'expliquer la détermination du sexe, comme la théorie métagame ou la théorie progame. La première, établie par l'embryologiste autrichien Samuel Leopold Schenk (de) (1840-1902), se basait sur une influence extérieure : l'œuf fécondé serait asexué et le sexe se déterminerait plus ou moins tard chez l'embryon. Pour la théorie progame, l'ovule serait sexué. Le sexe existerait donc avant la fécondation et n'aurait pas vraiment besoin du spermatozoïde. D'autres théories privilégiaient l'influence du spermatozoïde ou celle des hormones. Ces diverses théories possédaient chacune plusieurs exemples qui les validaient mais aucune n'était la solution idéale et cela parce que de nombreux mécanismes sont en jeu et donc plusieurs théories peuvent coexister.

## Détermination génétique

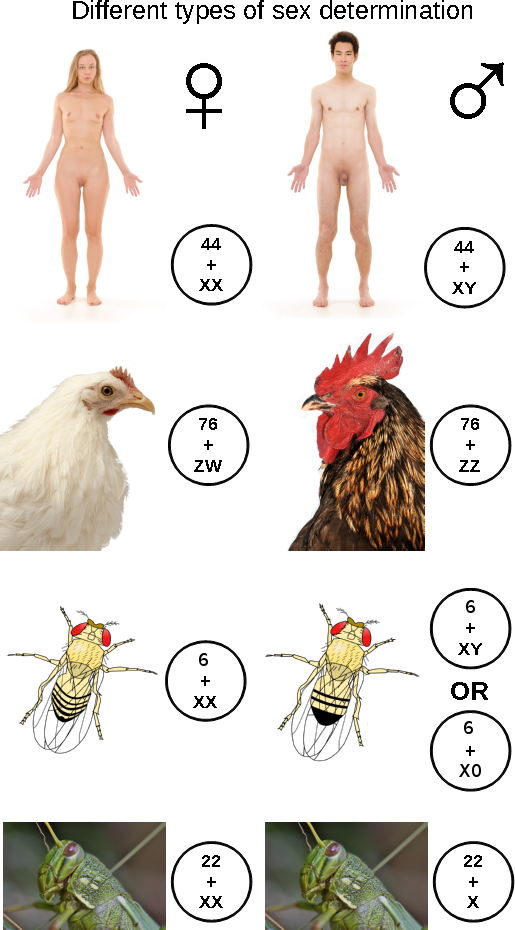
Différents systèmes génétiques de détermination du sexe.

### Présence de chromosomes sexuels
Une percée très importante dans la compréhension de la détermination du sexe est la découverte des chromosomes sexuels au début du XXe siècle. Par la suite, il a été découvert que chez la plupart des organismes, bien qu’il y ait le même nombre de chromosomes chez les femelles et les mâles, un ou deux chromosomes additionnels sont représentés de façon inégale chez les deux sexes. Un des chromosomes possède des gènes permettant de passer d’un sexe à l’autre.

#### Système XY
Chez les mammifères, la femelle possède deux chromosomes sexuels identiques XX et le mâle un chromosome X et un chromosome Y. Ces chromosomes sont de taille différente et ne possèdent pas les mêmes gènes. On remarque que, si l’organisme possède deux chromosomes X, des voies génitales femelles se développent. Cependant, même s’il n’en possède qu’un, les voies génitales seront celles d’une femelle. La présence du chromosome Y est indispensable à la différenciation des organes génitaux mâles et à la formation de testicules fonctionnels. Bien que le rôle du chromosome Y chez les mammifères ait été connu très tôt, ce n’est qu’en 1959 que la région du chromosome Y qui contrôle le processus a été découverte. Après de longues expériences, le gène SRY a été identifié. Il suffit à lui seul à déclencher un développement masculin. Dans les embryons humains, le gène SRY code un facteur de transcription qui active la différenciation testiculaire. Avant cela, la gonade embryonnaire est indifférenciée. Après l’activation de la différenciation testiculaire, deux hormones sont produites (testostérone et AMH) qui vont permettre le développement des caractères sexuels secondaires. Cette cascade d’événements va permettre d’obtenir un mâle.

#### Système ZW
Le sexe chez les oiseaux est quant à lui déterminé par des chromosomes appelés Z et W et les femelles sont le sexe hétérogamétique. Le gène DMRT1, homologue du gène SRY, a été identifié sur le chromosome Z du poulet (Nanda et al., 1999[réf. nécessaire]). Deux gènes, FET1 et ASW, sur le chromosome W, sont nécessaires au développement féminin. Certains processus ne sont pas encore bien connus. Le mécanisme ZZ/ZW n’est pas réservé aux oiseaux. Un système similaire a été identifié chez les reptiles, ainsi que chez certains poissons et amphibiens.

#### Système XX/X0
Le système XX/X0 est un système de détermination sexuelle existant chez les sauterelles, les criquets, cafards et quelques autres espèces d'insectes pour le déterminisme du sexe de leur descendance. Dans ce système, il n'y a qu'un chromosome sexuel, appelé chromosome X. Les mâles ont un chromosome X (X0) alors que les femelles en ont deux (XX). Le zéro (parfois remplacé par la lettre O) correspond à l'absence du second chromosome X. Les gamètes maternels contiennent toujours un chromosome X ce qui fait que le sexe des descendants est déterminé par le mâle. Les spermatozoïdes contiennent soit un chromosome X soit aucun.
Dans l'une des variantes de ce système, certaines espèces sont hermaphrodites avec deux chromosomes sexuels (XX) chez la femelle, les mâles ne disposant que d'un seul chromosome (X0). L'organisme modèle Caenorhabditis elegans, un nématode fréquemment utilisée en recherche biologique, utilise un tel système.

#### Système X/A

Chromosomes sexuels chez la drosophile

La drosophile possède un processus de détermination sexuelle assez particulier. Le sexe sera déterminé par le rapport X/A : le rapport du nombre des chromosomes sexuels aux chromosomes autosomiques. La balance entre les facteurs déterminant le sexe de la femelle sur le chromosome X et les facteurs déterminant le sexe du mâle sur les chromosomes autosomiques va conduire à tel ou tel sexe. Donc les drosophiles XX, XXY, XXYY seront des femelles alors que les drosophiles XY, X0 seront des mâles. Les drosophiles ne peuvent pas survivre avec plus de deux copies de chromosomes sexuels X.

#### Autres systèmes
On connaît divers cas particuliers, comme :
- les dix chromosomes X des échidnés femelles (4 X et 5 Y chez les mâles) ;
- les quatre sexes du Bruant à gorge blanche ;
- les sept sexes du protozoaire Tetrahymena thermophila.

### Parthénogenèse
La parthénogenèse (du grec παρθένος / parthénos, « vierge », et γένεσις / génesis, « naissance ») est la division à partir d'un gamète femelle non fécondé. C'est un mode de reproduction monoparental. Elle appartient aux modes de reproduction sexuée car elle nécessite l'intervention d'un gamète mais en l'absence d'apport de matériel génétique d'un autre individu
La parthénogenèse est un mode de reproduction atypique, dont l'origine évolutive est aujourd'hui encore floue et peu ou mal documentée.

#### Parthénogénèse arrhénotoque et haplodiploïdie
Il s'agit d'un mode de reproduction typique des hyménoptères (abeilles, fourmis, guêpes) bien que toute généralisation abusive doive être évitée. Ce terme vient du fait que les femelles sont diploïdes tandis que les mâles sont haploïdes. Les femelles transmettent la moitié de leur génome à leur descendance tandis que les mâles en lèguent la totalité.
L'acteur de la détermination le mieux connu est le sl-CSD. S'il y a fécondation et que les deux locus codeurs du sexe contiennent des allèles différents, une femelle naîtra. Cependant s'ils sont identiques, ce sera un mâle. Ces mâles diploïdes sont très désavantageux pour une colonie car coûteux énergétiquement mais non fonctionnels pour la reproduction. Ils apparaissent notamment si le taux de consanguinité est trop élevé ou si la diversité génétique est trop faible. Les œufs vierges, hémizygotes, donneront naissance à des mâles.
Deux sœurs sont trois fois plus apparentées qu'une sœur avec son frère car leur coefficient de parenté r est de 0,75 contre 0,25 ce qui joue notamment au niveau de la sélection de parentèle.

#### Parthénogénèse thélytoque
Les œufs non fécondés donnent naissance à des femelles. Les mâles sont par conséquent inutiles. Elle a notamment été étudiée chez l'abeille du cap (Apis mellifera capensis) où un locus nommé thelytoky (th) contiendrait les allèles à l'origine de ce phénomène. Après la méiose, la diploïdie serait restaurée par automixie à fusion centrale. Cette méthode de reproduction permettrait de faire perdurer la colonie en cas de disparition de la reine.

### Dynamiques évolutives de la détermination génétique
La plupart des espèces possèdent deux sexes et la phylogénie récente suggère que le dimorphisme sexuel serait un attribut du dernier ancêtre commun des bilatériens cœlomates, un vaste clade qui exclut les spongiaires, les cnidaires….
Des données cytogénétiques indiqueraient que les processus de détermination du sexe pourraient évoluer relativement rapidement. Pourtant, des études moléculaires récentes sur l’évolution des gènes régulant et contrôlant la détermination du sexe chez la drosophile, le nématode Caenorhabditis elegans et les Mammifères suggèrent que certains gènes de régulation auraient évolué assez rapidement alors que d’autres sont assez conservés.
La détermination du sexe serait le processus du développement le plus exceptionnel car il semble avoir une plasticité assez importante en termes d’évolution. Des études cytogénétiques dans la première partie du XXe siècle a montré qu’il y a des variations dans les systèmes liés aux chromosomes sexuels même entre des espèces qui sont assez proches, ce qui suggèrerait une évolution rapide des chromosomes sexuels. Il existerait même des variations intraspécifiques des mécanismes de détermination du sexe. Généralement, chez les Mammifères, le sexe mâle est déterminé par la présence du gène SRY. Chez Myopus, pourtant, bien que les femelles X*Y portent bien un chromosome Y avec un gène SRY, elle se développent en tant que femelles parce que le chromosome X* arrive à surpasser les effets masculinisant du chromosome Y. Ces observations soutiennent l’idée selon laquelle la détermination du sexe peut évoluer rapidement. Les autres processus du développement seraient apparus avant le Cambrien (il y a 530 millions d’années) alors que le système génétique qui contrôle la détermination du sexe ne daterait pas d’aussi longtemps. Il a donc été décidé de vérifier si un gène produisant des produits qui sont spécifiques au sexe chez une espèce, suit le même schéma chez d’autres espèces. D’autres expériences sur la conservation de la fonction des gènes ont été mises en place.
Tout cela a abouti aux observations suivantes : l’analyse du gène SRY des mammifères suggèrerait que le système fondé sur le gène SRY est vieux d’au moins 130 millions d’années. Bien que ce gène n’existe pas chez les oiseaux et les reptiles, un autre gène autosomal Sox9 (SRY-box related-9) est très conservé des mammifères aux oiseaux. Ce gène pourrait faire partie d’une machinerie très ancienne de la détermination du sexe, mais qui est maintenant sous le contrôle du gène SRY chez les mammifères. Chez les mouches, la hiérarchie génétique contrôlant la détermination du sexe serait la même depuis 60 millions d’années. Les gènes qui seraient en amont (SRY par exemple) ne participent à la détermination du sexe que depuis récemment alors que les gènes plus en aval (Sox9 par exemple) sembleraient faire partie du système depuis beaucoup plus longtemps.
Chez beaucoup d’espèces, le mécanisme primaire de la détermination du sexe est lié aux chromosomes sexuels dimorphiques. L’un des deux chromosomes a presque perdu tous ses gènes (c’est un processus connu sous le nom de « dégénérescence chromosomique »). Les changements en amont de la cascade seront plus facile à effectuer que les changements en aval. De plus, la pléiotropie pourrait agir comme une force importante face aux changements évolutifs. Les gènes avec une seule fonction dans la détermination du sexe seraient plus faciles à remplacer que ceux avec de multiples fonctions. Ce serait les gènes en aval de la cascade qui possèderaient de nombreuses fonctions et donc, comme nous l'avons vu plus haut, il est plus difficile de les remplacer.
La probabilité de changer de sexe dépend de la présence de chromosomes hétéromorphiques ou non. Sans ces chromosomes sexuels, il y a une probabilité plus importante de changer de système de détermination du sexe. Mais il y a aussi des effets extérieurs qui influencent la fixation d’un système de détermination du sexe. Le passage à un nouveau système de détermination du sexe est plus fréquent si une des mutations est elle-même avantageuse ou physiquement proche d’une mutation favorable (« hitchhiking »). Comme on le voit, de nombreux paramètres doivent être pris en compte pour discuter de l’évolution des systèmes génétiques de la détermination du sexe.

## Détermination environnementale
Dans la détermination environnementale du sexe (ESD, pour Environmental sex determination), le sexe de l’individu n'est pas déterminé par des chromosomes sexuels mais par des facteurs environnementaux, après la conception, avant ou après la naissance. La détermination environnementale du sexe est très répandue, phylogénétiquement parlant. Cette détermination est retrouvée chez certaines espèces de plantes, de nématodes, de poissons, de reptiles ainsi que chez d'autres organismes mais n’est pas observée chez les mammifères et les oiseaux.
Pour expliquer dans quelles circonstances ce type de détermination est sélectionné au détriment de celui par des chromosomes, Éric Charnov et James Bull ont proposé la théorie suivante : la détermination du sexe par des facteurs environnementaux serait favorisée quand la fitness d’un individu (en tant que mâle ou femelle) est fortement dépendante de l’environnement dans lequel l’individu se trouve. L’ESD permettra alors à l’individu d’avoir un sexe plus adapté à l’environnement où il se trouve. La sélection naturelle va ainsi favoriser la détermination environnementale du sexe quand :
- l'environnement est hétérogène, divisé en patch dont certains vont favoriser les mâles au détriment des femelles ou vice-versa ;
- les parents et leurs progénitures ne peuvent pas choisir les patchs dans lesquels ils se trouvent et la progéniture ne peut changer de patch durant une certaine période cruciale du développement.

Il y a plusieurs facteurs qui peuvent faire qu’un environnement est inégal pour les mâles et les femelles. Par exemple il peut y avoir une compétition pour la recherche de partenaire plus forte pour les mâles que pour les femelles, s'il y a plus de femelles que de mâles dans le milieu, les ressources peuvent avoir des valeurs différentes pour les mâles et les femelles, la prédation peut également être spécifique à un sexe (par exemple les prédateurs auront tendance à s’en prendre plus aux mâles si ceux-ci sont plus voyants que les femelles). Ces conditions rendraient défavorable la détermination du sexe à la conception de par la possibilité qu’un mâle naisse dans un environnement plus favorable aux femelles et vice versa.
Cependant, le développement précoce de l’un de deux sexes permettrait aux individus de devenir un meilleur mâle ou une meilleure femelle et serait l'un des principaux avantages favorisant la détermination du sexe génétique chez un grand nombre d’organismes.

### Détermination thermo-dépendante

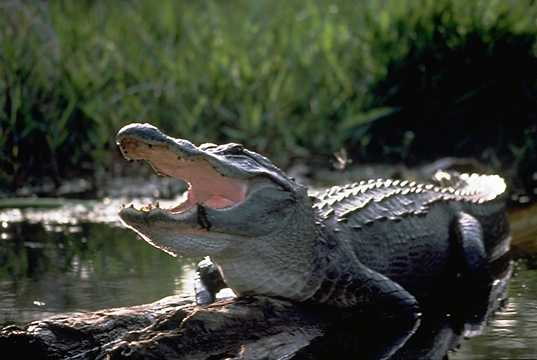
Chez tous les alligators, le sexe est déterminé par la température d’incubation des œufs pendant la période thermosensible

C’est l’exemple le plus connu de détermination sexuelle environnementale. Il a été démontré chez plusieurs espèces de reptiles, d’amphibiens et de poissons,,. Chez les lézards, par exemple, une température d'incubation des œufs inférieure à 30 °C induit le sexe mâle et une température supérieure le sexe femelle. Chez les tortues c'est le contraire.
Le sexe de l’individu va ici être déterminé par la température de l’environnement immédiat de l’œuf ou de l’embryon pendant des étapes critiques de son développement,. La température induirait l’expression de certaines enzymes permettant la production d’hormones ainsi qu'une cascade de molécules qui conduiraient au phénotype mâle ou femelle.
Les reptiles sont un exemple bien connu de cette cascade biochimique : la sélection du sexe se fait par production sélective de stéroïdes sexuels dont l’expression est thermo-dépendante. Des mécanismes similaires ont été observés chez de nombreuses espèces de tortues et de crocodiles. Ces espèces ne possèdent pas d’homologue du gène SRY. Elles ont cependant d’autres gènes comme DMRT1 qui sont exprimés ou non selon la température.
Chez ces organismes particulièrement sensible à leur environnement, le changement climatique pourrait donc biaiser le sex-ratio. Cependant, il a été montré que certaines espèces ont su adapter leur comportement pour compenser les effets délétères de ce phénomène. Par exemple, plusieurs espèces de tortues ont modifié leur comportement de nidation : elles enfouissent leurs œufs plus profondément dans le sable afin qu’ils soient plus au frais ou encore choisissent un site de nidation différent, où la température est moins élevée. Ces comportements pourraient permettre de compenser les biais causés par le « réchauffement global ».

#### Dynamiques évolutives de la détermination thermo-dépendante
Bien que la fréquence de la détermination thermo-dépendante du sexe chez les vertébrés amniotes soit importante, clarifier les dynamiques évolutives dans ce clade reste très compliqué. Même après de nombreux travaux théoriques et après des dizaines d’années d’observation, il n’est pas encore possible d’établir une solution claire et générale de la présence de cette détermination chez les vertébrés amniotes. Il est pourtant important d’étudier ces groupes car avec le changement climatique rapide, cela pourrait affecter la température au niveau des nids et donc faire varier le sex-ratio des descendants.
Il a tout de même été identifié 4 explications quant à la présence de cette détermination thermo-dépendante du sexe chez ce clade :
1. cette détermination serait la condition ancestrale à ce clade et serait maintenue car cette condition serait neutre ;
2. elle permettrait un contrôle adaptatif du sex-ratio tout en augmentant la fitness du clade ;
3. elle minimiserait la consanguinité ;
4. elle apporterait des avantages à une fitness spécifique au sexe comme : certaines températures seraient préférables pour un sexe.[style à revoir]

Il n’existe presque pas de preuves pour les 3 premières explications. Au lieu de cela, les rares essais pour expliquer ce maintien adaptatif important de cette détermination se sont surtout axés sur le principe de fitness différentielle proposé par Charnov et Bull. Mais même ce modèle ne permet pas d'expliquer parfaitement l’évolution de cette détermination mais il apporte de nombreuses idées et pistes. Des analyses phylogénétiques récentes montreraient qu’il y a une seule origine ancienne à cette détermination chez les vertébrés amniotes, il y aurait 300 millions d’années environ avec plusieurs origines indépendantes plus récentes chez les squamates. Cette base va permettre d’axer les prochaines recherches sur ces données et peut être d’accélérer la compréhension des dynamiques évolutives de la détermination thermo-dépendante du sexe.
Les analyses phylogénétiques tendent à prouver que la détermination génétique serait l’état ancestral de la détermination du sexe chez les tétrapodes, et donc la détermination thermo-dépendante en dériverait. Et il existe un modèle présenté par J.J. Bull où il décrit l'évolution de la détermination environnementale à partir de la détermination génétique. Les deux sexes deviendraient XX et l’hétérogamétie du mâle disparaîtrait. Les systèmes de détermination du sexe XX/X0 chez les nématodes suggère que la détermination génétique du sexe serait « l’ancêtre » de la détermination environnementale du sexe dans ce groupe.

### Facteurs chimiques
Dans ce type de détermination, le sexe de l’individu est déterminé par des facteurs chimiques, liés à sa position dans l’environnement. L’exemple le plus souvent cité est celui de la Bonellie (Bonellia viridis, un ver marin appartenant à l’embranchement des annélidés). Chez cette espèce, les œufs après fécondation donnent naissance à des larves nageuses dont le sexe est indéterminé. La larve va finir par descendre vers le fond et, si elle arrive sur un sol où il n’y a pas d’autres bonellies, elle se transformera en femelle de taille macroscopique, par contre si la larve tombe sur le corps d’une femelle adulte ou à proximité, les hormones produites par la bonellie adulte femelle feront évoluer la larve en mâle. Celui-ci sera microscopique et vivra à l’intérieur de la femelle et fertilisera ses œufs.
Chez la tortue Emys orbicularissi, si l'on ajoute dans l'embryon une hormone masculinisante comme des stéroïdes, on perturbe la détermination sexuelle normalement liée à la température :
- à T < 27 °C (normalement, formation de mâles) :
  - si l'on ajoute du benzoate d'œstradiol on inhibe les tubes séminifères, ce qui favorise le développement d'ovaires,
  - si l'on ajoute du tamoxifène, par contre, ce sont bien encore des mâles qui se développent ;
- à T > 29,5 °C (normalement, production de femelles) :
  - si l'on ajoute de l'œstradiol on obtient des mâles,
  - si l'on ajoute du tamoxifène on obtient des individus intersexués.

Chez la tortue on peut dire que la température et les concentrations en hormones influent sur le déterminisme sexuel, on remarque que la température agit sur l'œstradiol : à 30 °C, la production d’œstradiol est plus importante et donc permet l'expression de gènes liés.

### Facteurs sociaux

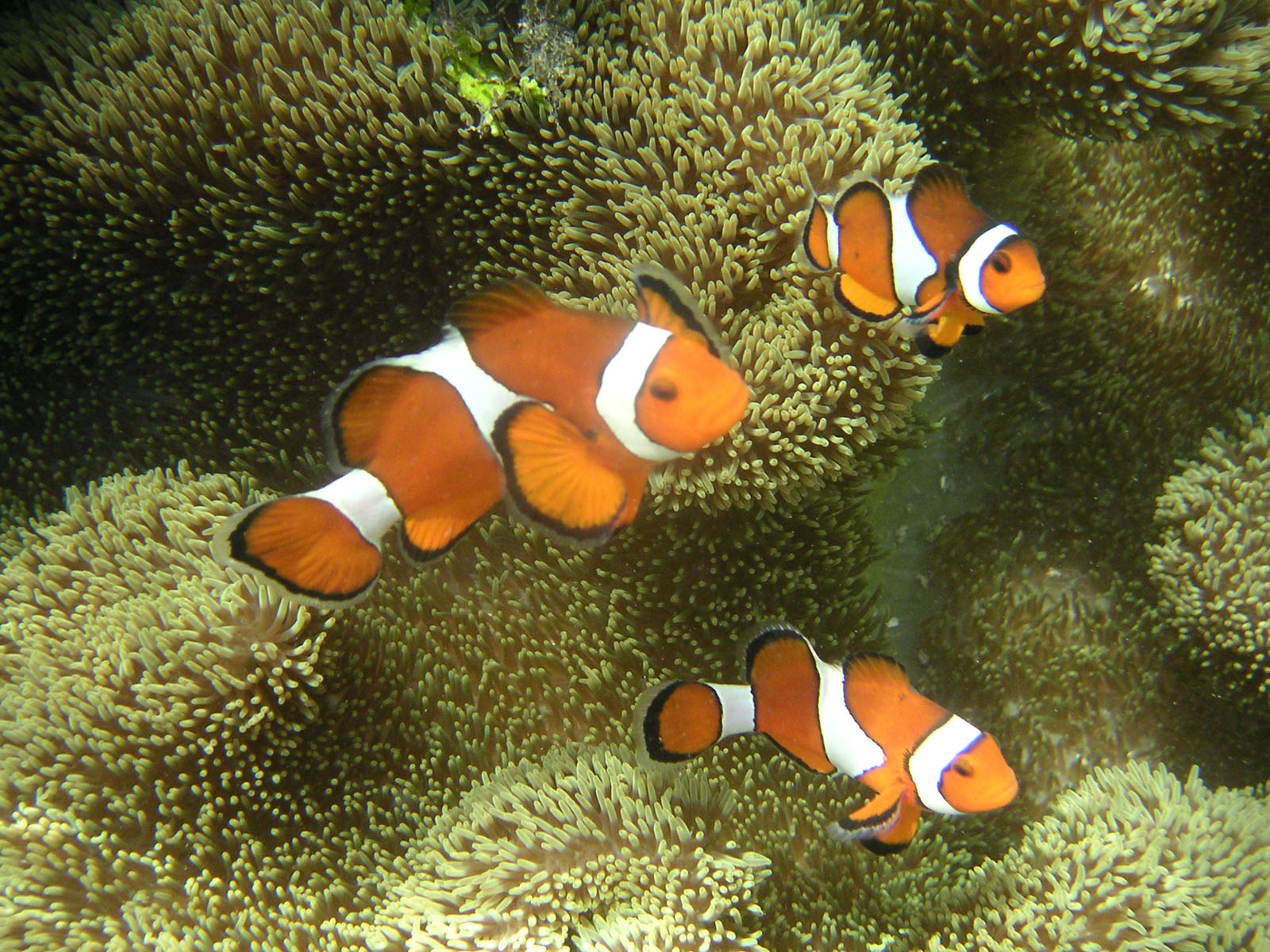
Les poissons-clowns sont initialement des mâles, l'individu dominant deviendra une femelle.

Chez certaines espèces, le sexe ne sera pas déterminé définitivement à la naissance et pourra varier au cours de la vie de l’individu. Ce phénomène est appelé hermaphrodisme successif et a surtout été étudié chez les poissons marins vivant en groupes sociaux.

On distingue le plus souvent les individus protogynes, qui commencent leur vie en tant que femelle et deviennent des mâles plus tard dans leur vie et les individus protandriques chez qui on observe le phénomène inverse. Mais il existe également des individus chez qui le changement de sexe est bidirectionnel.
L’un des premiers modèles avancés pour expliquer le phénomène d’hermaphrodisme successif, est celui de l’avantage relatif à la taille, développé par Michael Ghiselin entre 1969 et 1974. Il implique que le sexe des individus sera labile si le succès reproducteur (le nombre de descendants) et/ou la probabilité de survie diffèrent entre les sexes selon leur taille. C'est-à-dire que l’individu ne changera de sexe que si sa taille lui permet d’avoir une meilleure fitness en étant de l’autre sexe. Cet avantage de la taille peut être dû à plusieurs facteurs, par exemple l’efficacité de la domination pour les espèces vivant en harem dominé par un mâle (un mâle de plus grande taille aura plus de facilité à dominer les autres).
- Chez les poissons le sexe peut être déterminé par différents types de facteurs sociaux. Par exemple, chez les Poissons-clowns qui présentent un hermaphrodisme protandrique, le sexe est déterminé par le rang social de l’individu. Ces poissons vivent en groupe dans des anémones. La colonie est dominée par une femelle en couple monogame avec un mâle adulte et autour de ce couple on retrouve des mâles subadultes (incapable de se reproduire) et des juvéniles. Le comportement agressif des dominants du groupe envers les mâles subadultes va empêcher leur maturation sexuelle et le comportement agressif de la femelle va empêcher le mâle adulte de devenir une femelle. Si la femelle vient à disparaître le mâle du couple devient alors la femelle dominante tandis que l’un des mâles subadultes va devenir le mâle du couple[15].
- Mais d’autres facteurs sociaux peuvent jouer, tel le sexe-ratio, dans le groupe social de l’individu, comme chez les Barbiers orange, chez qui le fait d’enlever les mâles dominants d’un groupe va pousser une ou deux femelles restantes à devenir des mâles pour améliorer leur fitness[16].
- Chez d’autres poissons encore, tel les Gobies corail jaune, le sexe sera déterminé en fonction du sexe du partenaire disponible. Si l’individu est un mâle, l’autre individu deviendra une femelle et vice versa. Cette plasticité du sexe faciliterait la formation des couples et donc diminuerait le risque de prédation encouru durant la recherche du partenaire[17].
- Exemple de l'annélide polychètes du genre Ophryotrocha qui est sensible à ces variations. Le facteur abiotique (la taille) correspond au nombre de segments : si n > 10 : spermatozoïdes, si n > 16 : ovocytes. Chez la femelle il y a production du prostomium par une neuro-hormone qui contient à la fois la source et le récepteur de la phéromone masculinisante, les facteurs sociaux correspondent à la quantité de femelles. S'il n'y a que des femelles certaines vont expulser leurs ovocytes et vont produire des spermatozoïdes.

Il existe alors une substance masculinisante qui inhibe des substances féminisantes. Certains individus effectuent la parthénogenèse : production spontanée d'individus sans intervention de gamètes femelles cependant il s'agit de reproduction sexuelle car il y a nécessité d'intervention du mâle pour déclencher l'auto-fécondation des ovules. Ce mode de reproduction produit des clones avec le patrimoine génétique identique à la mère (même si au cours du temps, cet ADN va se modifier car il va y avoir des mutations), des espèces comme le Solenobia se reproduisent en fonction des répartitions géographiques de leur espèce. Dans certaines zones, des individus vont pratiquer la reproduction sexuelle (environnement défavorable) et d'autres vont faire la reproduction asexuée (conditions favorables). Lors de la parthénogenèse il y a production d'individus en différentes quantités : la parthénogenèse arrhénotoque donne 100 % de mâles, la parthénogenèse thélytoque donne 100 % de femelles, mais quand les conditions environnementales sont défavorables (stressantes), la parthénogenèse deutérotoque donne mâles et femelles. L'activité sexuelle chez certaines espèces dépend aussi de l'environnement.

### Autres facteurs
On peut citer également d’autres facteurs environnementaux pouvant avoir un impact sur la différenciation du sexe :
- chez certains nématodes parasites, le sexe est déterminé après l'entrée dans l'hôte en fonction de l'abondance de parasites déjà présents dans l'hôte. Chez ces organismes les femelles ont plus intérêt à avoir une taille importante que les mâles et donc un nématode se retrouvant dans un hôte contenant une grande densité de parasites ne sera pas capable d'avoir une taille suffisante et aura donc tendance à devenir un mâle[7] ;
- chez le crustacé amphipode Gammarus duebeni, c'est la photopériode (la longueur des jours) qui détermine le sexe : les mâles apparaissent au début de la section de reproduction, suivis par les femelles. Ce phénomène est peut-être lié au fait que le succès reproducteur des mâles dépend plus fortement de leur taille que celui des femelles[18] ;
- chez les plantes, certaines orchidées se trouvant à l'ombre tendent à devenir des mâles alors que les plantes bénéficiant d'un meilleur ensoleillement tendent à devenir des femelles[7].

## Détermination mixte
Dans certains cas deux types de détermination sont impliqués, une détermination par les gènes et en même temps une détermination par la température.
Ce modèle a été démontré chez un Lézard scinque australien chez qui la détermination génétique du sexe se fait grâce au chromosome X/Y. Si l’incubation de ces lézards se fait à basse température, des individus de génotype femelle (XX) peuvent alors devenir des mâles, et donc auront seulement des organes reproducteurs mâles. Il est important de noter que l’on pourra retrouver des mâles XX ou XY mais que les femelles seront uniquement XX. On retrouve les mêmes phénomènes chez d’autres lézards avec une détermination génétique en Z/W. Ce type de détermination est également retrouvé chez les poissons et les amphibiens.

## Vue d'ensemble pour les chordés
Arbre phylogénétique simplifié et systèmes de détermination sexuelle.
```
-o 
Chordés

 |-o 
Vertébrés

   |--o « 
Poissons
 » XX/XY, XX/XY multiple, WZ/ZZ, WZ/ZZ multiple, TSD
   `--o  
Tetrapoda

      |--o 
Amphibia
                        XX/XY, XX/XY multiple, WZ/ZZ, WZ/ZZ multiple
      `--o 
Amniota
 
         |--o 
Sauropsida

         |  |--o 
Diapsida

         |  |  |--o 
Lepidosauria

         |  |  |  |--o 
Tuatara
             TSD
         |  |  |  `--o 
Squamata

         |  |  |     |--o 
serpent
          WZ/ZZ
         |  |  |     `--o autres reptiles  XX/XY, XX/XY multiple, WZ/ZZ, WZ/ZZ multiple, TSD
         |  |  `--o 
Archosauria

         |  |     |--o 
Crocodilia
          TSD
         |  |     `--o 
Aves
                WZ/ZZ, sauf pour certains 
Megapodiidae
 TSD
         |  `--o 
Testudines
                XX/XY, XX/XY multiple, WZ/ZZ, WZ/ZZ multiple, TSD
         `--o 
Mammifère

            |--o 
Monotrème
                 XX/XY multiple
            `--o 
Theria

               |--o 
Marsupialia
            XX/XY
               `--o 
Eutheria
               XX/XY
```